# Тип 97 (пулемёт)
Пулемет Тип 97 — японский танковый пулемет, использовавшийся в танках и бронемашинах Императорской японской армии во время Второй мировой войны, а также применявшимся сухопутными войсками. Не следует путать этот пулемёт с авиационным пулеметом Тип 97, использовавшимся на ряде самолётов японского флота, в том числе и на A6M Zero.

## Разработка
Первоначально для использования в танках и других бронированных машинах Техническим бюро армии был изготовлен «мобильный пулемёт тип 91», созданный на основе ручного пулемета тип 11. Тем не менее, основные недостатки типа 11 остались, в том числе его склонность к заклиниванию из-за малейшего попадания песка или грязи, а также низкая убойность и останавливающее действие патрона 6,5×50 мм Арисака.
На ранних этапах Второй китайско-японской войны японские войска захватили несколько чешских ручных пулеметов ZB vz. 26 Национально-революционной армии Китая. Изучение трофея и обнаруженные многочисленные конструктивные преимущества чешского пулемёта привели к разработке на его основе танкового пулемета тип 97.

## Конструкция
По конструкции Тип 97 был схож с чешским ZB vz. 26, отличаясь стволом и формой рукоятки. Он имел прямой, вертикальный, 20-зарядный коробчатый магазин и использовал те же 7,7-миллиметровые патроны, которые использовались в винтовке тип 99. Лёгкий ствол пулемёта мог легко перегреться, поэтому стрелок должен был стрелять короткими очередями, в противном случае ствол мог выйти из строя.
При установке в танк использовался телескопический прицел с фиксированным 1,5-кратным фокусом с полем обзора в 30°. Чтобы предотвратить травму стрелка, к задней части прицела была прикреплена резиновая подкладка.
При использовании в качестве пехотного оружия он устанавливался на сошки. Без сошек он весил 11,25 кг.

## Применение
Тип 97 поступил на вооружение в 1937 году и использовался на всех японских танках и других бронемашинах до конца войны. Имперский японский флот также использовал оружие в своих боевых машинах, таких как малый танк тип 92.
Тип 97 был гораздо менее распространен как самостоятельное оружие пехоты из-за его веса. В результате проблемы с весом, был разработан внешне похожий, но отличающийся внутренним устройством ручной пулемёт тип 99.